# Paphiopedilum bullenianum
Paphiopedilum bullenianum là một loài lan bản địa của Malesia.

## Hình ảnh

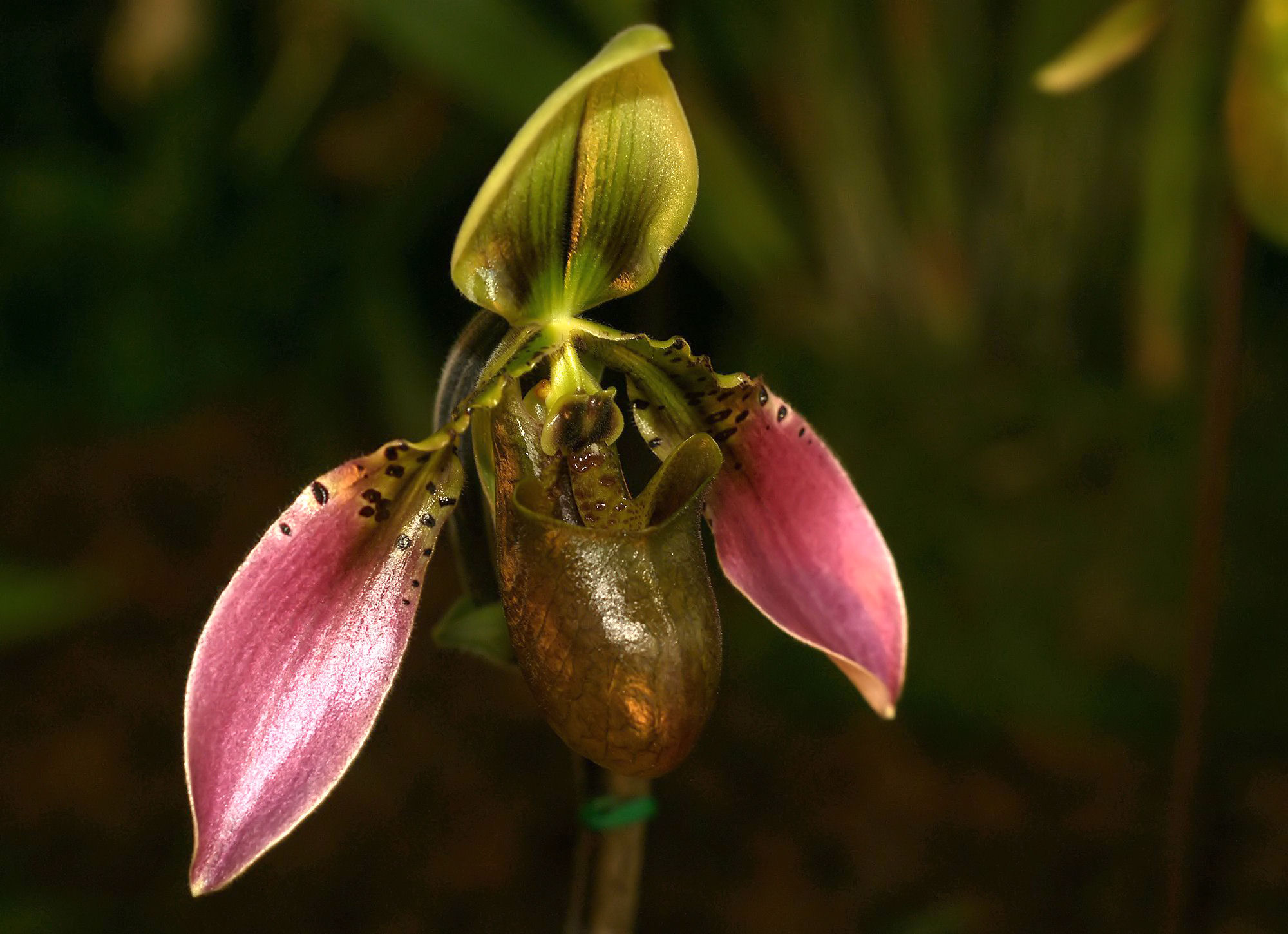
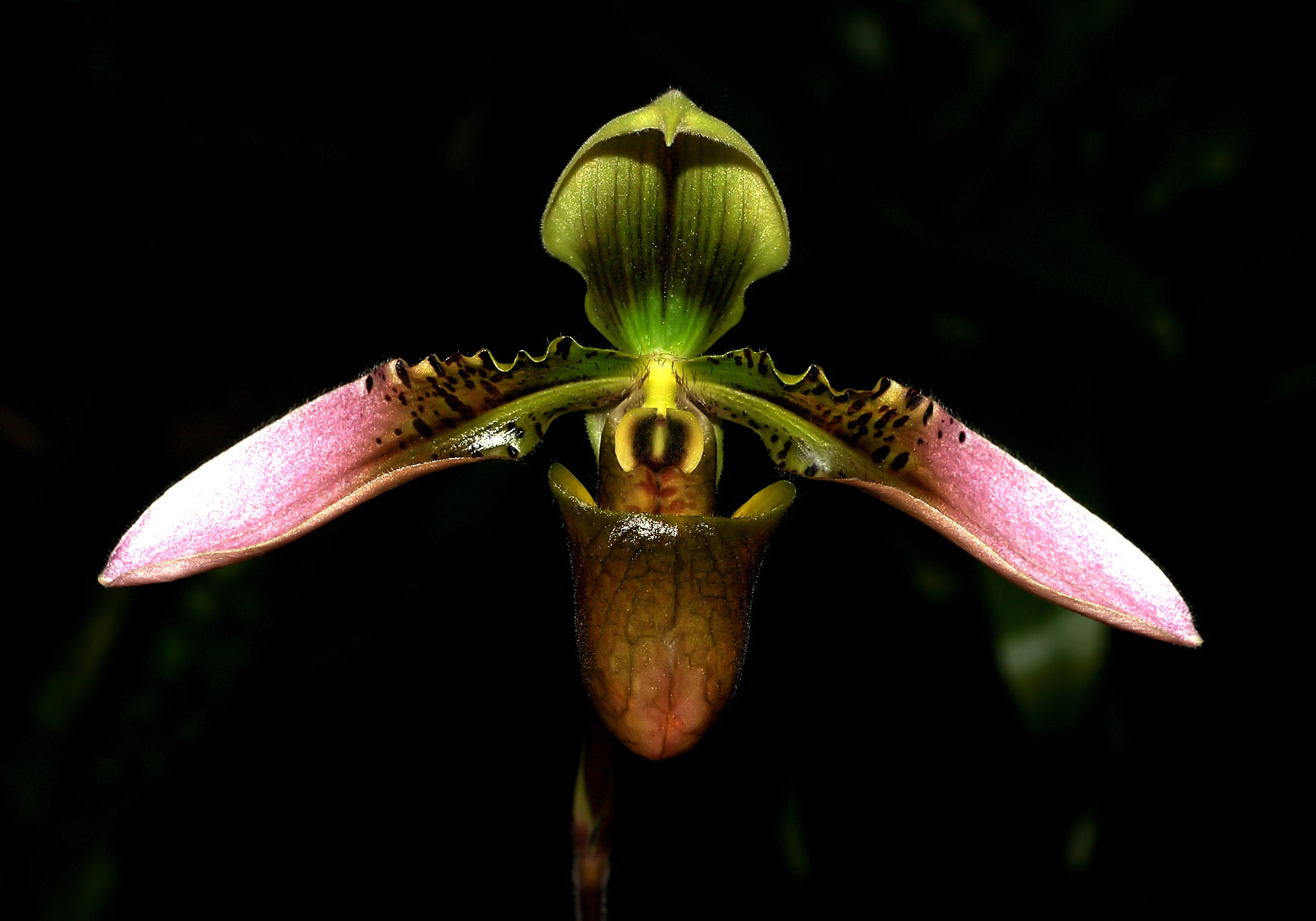
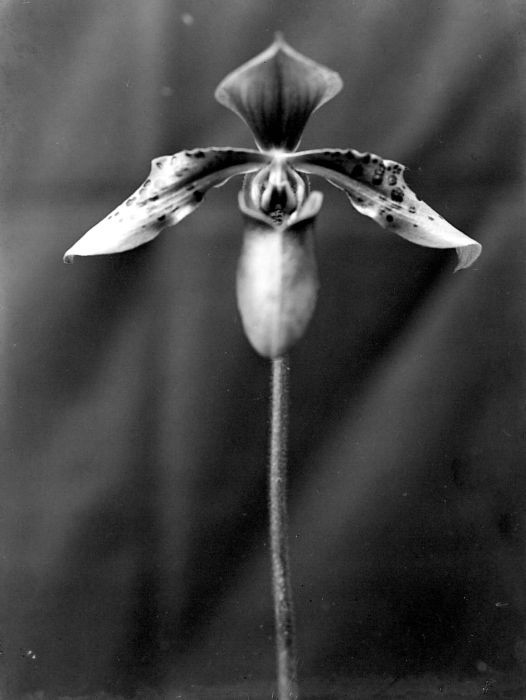